# Maya Casabianca
Pour les articles homonymes, voir Casabianca.
Maya Casabianca, nom de scène de Margalit Azran, née à Casablanca au Maroc en 1941 et morte le 31 décembre 2018 en Israël, est une chanteuse franco-israélienne. 

## Biographie
Maya Casabianca est venue avec sa famille s'installer à Paris à la fin des années 1950. Elle est découverte par le producteur Jacques Canetti alors qu'elle n'avait que 13 ans et engagée par la maison de disques Philips, pour concurrencer Dalida. C'était alors la mode des chanteuses à accent. Elle chante à l'Olympia en première partie d'Yves Montand, qui lui a choisi son nom de scène en référence à sa ville de naissance, Casablanca.
Elle fut populaire en France et dans les pays arabes dans les années 1960, notamment pour ses chansons Oui, devant Dieu et Garde-moi la dernière danse. Elle a été la maîtresse du chanteur égyptien Farid el-Atrache.
Puis elle partit dans les années 1970 s'installer à Haïfa en Israël, où elle a continué sa carrière. Elle revient de temps en temps en France, où elle participa plusieurs fois à l'émission de Pascal Sevran.